# Cité 17
 (décembre 2018).
Cité 17, dont le nom original est City 17, est une ville fictive dans l’univers du jeu vidéo Half-Life 2 (2004). Une grande partie de ce jeu, et l’intégralité de la première suite, Episode One, se déroulent dans cette ville qui est ensuite détruite.

## Caractéristiques de la cité

### Localisation et architecture
L’architecture de Cité 17 semble typique de l’Europe de l’Est, du néo-classicisme d’avant la Seconde Guerre mondiale à la renaissance du classique d’après-guerre, et en passant par des courants modernistes soviétiques et post-union soviétique. De plus, de nombreux véhicules inutilisés ou abandonnés parsemant Cité 17 sont inspirés des modèles soviétiques Moskvitch, ZAZ Zaporozhets (en), Volga et KamAZ, la voiture est-allemande Trabant et les tchèques Avias et Škodas, datant des années 1960, 1970 et 1980 ; de tels véhicules étaient couramment vus dans les pays et villes de l’Europe de l’Est soviétique. Des inscriptions en caractères cyrilliques sont visibles dans le jeu, tel que celui en face de l’hôpital СТАЦИОНАР (« Hôpital ») et un signe ТЕХНИКА (« Équipement ») sur un grand bâtiment, la plupart des panneaux de signalisation, d’affiches et de graffitis sont aussi dans l’alphabet cyrillique, en bulgare, en russe et en serbe. Dans le livre officiel Half-Life 2: Raising the Bar décrivant la construction de l’univers d’Half-Life 2, Cité 17 est décrite comme étant située en Europe de l’Est.

### Design de la cité
Le cœur de la cité est principalement constitué de bâtiments mitoyens et d’un assortiment d’anciennes et de récentes constructions. Des logements publics sont également vus à l’intérieur de la ville et sur les périphéries, avec des variétés plus grandes distinctif répandues dans une ville se composant la plupart du temps d’élévations et de constructions étranges sous l’emprise du Cartel.
La banlieue de Cité 17 accueille les quartiers industriels et des logements de type soviétiques supplémentaires, dont la plupart sont interdits d’accès aux citoyens. Les quartiers industriels sont reliés à la ville par des lignes ferroviaires et des canaux. Dans le port, on constate la présence de conteneurs de la compagnie North Petroleum ainsi que des bâtiments portant son logo NP.
À part le déploiement de murs mobiles, le Cartel n’a pas touché à la majorité de la ville avant la révolte de la Résistance, préférant à la place utiliser des murs et barricades de basse technologie, ainsi que des patrouilles dans et autour de la ville, et ainsi bloquer et restreindre aux citoyens l’accès aux rues.

### Systèmes de transport
Cité 17 possède des autoroutes, des routes souterraines, des tunnels dont certains sont sérieusement endommagés et parfois inondés par des substances toxiques. Plusieurs lignes ferroviaires circulent dans la ville, avec au moins deux gares et on aperçoit des tramways endommagés.
Un réseau de canaux est également présent dans et autour de Cité 17. La plupart des canaux intra-urbains sont cependant hors d’usage, après les efforts du Cartel pour drainer l’eau hors de la ville et d’assécher les canaux. Néanmoins, la Résistance continue à utiliser le réseau et les égouts pour s’enfuir de la ville et atteindre les canaux industriels, qui mènent à Black Mesa Est. La plupart des canaux du secteur industriel sont praticables, bien que certaines portions soient polluées par des produits toxiques.

### Emprise du Cartel
Le Cartel a quadrillé la ville de constructions monolithique noires dans la cité, tours d’observation, barricades, murs mobiles et portes fermées, tous ces éléments servant à restreindre les mouvements des citoyens dans la ville. De plus, de larges écrans de télévision publiques, qui diffusent la propagande des discours de l’administrateur du Cartel sur Terre, le Dr Wallace Breen, sont installés sur plusieurs lieux publics à l’intention des citoyens. Au cœur de la cité se dresse la Citadelle, un gratte-ciel géant qui sert de quartier général au Dr Breen.
Certains quartiers de la ville souffrent de décrépitude urbaine, et les dommages visibles avant la naissance de la Résistance suggèrent que la cité a été attaquée par le Cartel pendant la guerre de 7 heures.
Des indications dans la gare ferroviaire de Cité 17 montrent que d’autres villes aux noms similaires existent près de Cité 17. Il est fait mention de Cité 14 par des habitants de Cité 17 pendant la visite de Gordon de la gare et un panneau d’horaires indique aussi qu’il y a des trains à destination de Cité 8, 11, 12, 13, 15, 16, 24 et 27.
Breen indique également que Cité 17 est l’un des derniers centres urbains de qualité de la Terre et qu’il a choisi d’y installer son administration, laissant ainsi entendre qu’il existe d’autres cités similaires.

## Destruction
Au début du jeu Half-Life 2, Cité 17 est sous le contrôle du Cartel, mais les actions de Gordon Freeman déclenchent une insurrection et une répression brutale. Le Cartel utilise un « engin suppresseur » d’une puissance dévastatrice sur les rebelles, et envoient ses striders pour contrer la résistance, détruisant des quartiers entiers sur leur passage. Au milieu du jeu Episode One, lorsque Gordon Freeman et Alyx Vance émergent d’une gare suburbaine, ils découvrent une dévastation complète dans la direction de la Citadelle. Le jeu s’achève sur l’explosion de ce bâtiment. Au début de Episode Two, les vestiges de Cité 17 peuvent être vus depuis la campagne. Cité 17 est en grande partie en ruine, avec de nombreux feux dans la ville et un brouillard de fumée qui pèse sur elle. Tout ce qui reste de la citadelle sont les parois extérieures de la structure. Une colonne de fumée est en train de monter de la citadelle en ruine alors qu’un super-portail est en train de se former dans le ciel de l’endroit où s’élevait jadis la citadelle. Les sections extérieures de la ville semblent demeurer intactes, toutefois, si l’état réel de la ville est en grande partie inconnu. À plusieurs points dans le jeu, les vestiges de la citadelle vont émettre de grandes ondes de choc endommageant des structures qui sont à des kilomètres de la ville. Le super-portail, si ce n’est Cité 17 elle-même, reste visible à l’horizon de la plupart des zones d’extérieur dans l’épisode.